# مادهیاماکا آسیای شرقی
مادهیاماکا آسیای شرقی (انگلیسی: East Asian Mādhyamaka) سنت بودایی در شرق آسیا است که نشان دهنده مادهیاماکای هندی ("Chung-kuan") در بوداگرایی چینی است.